# Выход из комнаты
Escape the room (с англ. — «побег из комнаты») — жанр компьютерных игр, поджанр квестов, основная цель которого — найти выход из запертого помещения, используя любые подручные средства. Чаще всего в качестве движка игр этого жанра используется Adobe Flash, реже — реальные фотографии и видео. Передвижение и взаимодействие с игровым миром осуществляется с помощью мыши.

## История
Родоначальником жанра является компьютерная DOS-игра 1994 года Noctropolis. Собственно же термин «Escape the room» был введён и популяризирован только в 2001 году после выхода игры MOTAS. Жанр стал общеизвестным благодаря свободно распространяемой онлайн-игре «Crimson Room» (2004) от японского разработчика Тоcимицу Такаги (яп. 高木敏光), а также её сиквелов. 

## Квесты в реальности
Начиная с 2000-х годов в разных странах начали строить физические квест-комнаты — интеллектуальные игры, в которых игроков запирают в помещении и предлагают выбраться за определённое время, находя предметы и решая головоломки. Процесс может быть сопряжён с детективным или иным сюжетом.